# Attleton Green
Attleton Green – wieś w Anglii, w hrabstwie Suffolk. Leży 44 km na zachód od miasta Ipswich i 85 km na północny wschód od Londynu.